# NN-178
La carretera NN‑178 es una vía departamental secundaria del departamento de Managua. Tiene una longitud aproximada de 19,0 kilómetros y conecta la zona de El Trece, donde se encuentra con la NIC-12, hasta el barrio Aladino en el municipio de Ticuantepe.

## Trazado y cruces
| km    | Localidad / Punto     | Departamento | Conexión / Ruta |
| ----- | --------------------- | ------------ | --------------- |
| 0,0   | El Trece              | Managua      | NIC 12          |
| 2,5   | San Isidro Libertador | Managua      |                 |
| 4,1   | Sector La Tigra       | Managua      |                 |
| 19,12 | Barrio Aladino        | Managua      |                 |

## Coordenadas
Uno de los tramos de la NN‑178 puede ser encontrado en las coordenadas: 12°00′44″N 86°16′42″O / 12.0123, -86.2784